# When The Music's Over (film)
|  | For sangen med The Doors, se When the Music's Over |
When The Music's Over er en film instrueret af Peder Pedersen.

## Handling
Teddy og Anders elsker Jim Morrison, den afdøde, myteomspændte forsanger i rockbandet The Doors. De kender ikke hinanden, men Teddy og Anders har begge en drøm om at gå i Jim Morrisons fodspor, og sammen drager de på pilgrimsfærd til Paris, hvor Jim Morrison ligger begravet på Père Lachaise kirkegården.